# 호후시
호후시(일본어: 防府市)는 일본 주고쿠 지방 서부, 야마구치현 중남부에 있는 시이다.
야마구치현 세토 내해 연안의 중앙부에 있고 현내 최대의 평야를 가지며 1급 하천 사바강의 하구에 위치한다. 현청 소재지인 야마구치시와 현 동부의 주요 도시인 슈난시와의 연결이 비교적 깊다. 옛날에는 야마구치현의 최대 도시인 시모노세키시와 주고쿠 지방의 거점 도시인 히로시마시의 중간점으로 상업 도시, 교통 도시, 제염 도시로 번창해 도시 은행과 기업의 지점·영업소도 많이 설치되어 있었지만 야마구치선의 개업, 우베시의 야마구치 우베 공항 개항, 산요 신칸센의 역이 설치되지 않은 점 등에서 교통 거점의 중요성이 떨어졌다.
스오국의 국부가 자리잡았던 도시로 알려져 있고 고쿠가(国衙) 등 율령국 시대의 유적이나 지명도 많다.

## 지리
야마구치현의 거의 중앙에 위치하고 남쪽은 세토 내해와 접한다. 시 북서부에서 세토 내해를 향해 1급 수계인 사바강이 흐르고 야마구치현에서는 얼마 안되는 하구 부근에 열려 있는 평야부에 도시가 있다. 한층 더 바다로 나아간 곳은 한때 염전이었던 곳이 간척되어 평야부를 형성하고 있다.
동쪽은 슈난시, 서쪽·북쪽은 야마구치시와 접한다. 세토 내해에는 사바섬, 무코시마섬, 노시마섬 등 3개의 섬이 있고 호후시 관할이다.

## 역사
나라 시대에 스오국의 국부와 고쿠분지가 설치된 이래 스오 지역의 중심 도시로 발전하였다. 에도 막부 말기에 조슈번이 호후에 임시 정청을 지었다.
- 1902년 1월 1일 - 사바촌과 미타지리촌이 합병(신설 합병)해 호후정이 되었다.
- 1936년 8월 25일 - 호후정·나카노세키정·하나기촌·무레촌이 합병(신설 합병)하여 시로 승격해 호후시가 되었다.
- 1939년 11월 3일 - 니시우라촌을 편입하였다.
- 1951년 4월 1일 - 미기타촌을 편입하였다.
- 1954년 4월 1일 - 도노미촌을 편입하였다.
- 1955년 4월 10일 - 사바군 오노촌·요시키군 다이도촌을 편입하였다.

## 교통

### 철도
- 서일본 여객철도 산요 본선

### 도로
- 산요 자동차도
- 국도 2호선
- 국도 제262호선 (일본)(일본어판)

## 인구
| 연도                       | 인구    | ±%     |
| -------------------------- | ------- | ------ |
| 1920                       | 61,807  | —      |
| 1925                       | 64,395  | +4.2%  |
| 1930                       | 65,721  | +2.1%  |
| 1935                       | 72,616  | +10.5% |
| 1940                       | 76,389  | +5.2%  |
| 1945                       | 89,843  | +17.6% |
| 1950                       | 93,939  | +4.6%  |
| 1955                       | 96,821  | +3.1%  |
| 1960                       | 94,513  | −2.4%  |
| 1965                       | 94,342  | −0.2%  |
| 1970                       | 97,009  | +2.8%  |
| 1975                       | 105,540 | +8.8%  |
| 1980                       | 111,468 | +5.6%  |
| 1985                       | 118,067 | +5.9%  |
| 1990                       | 117,634 | −0.4%  |
| 1995                       | 118,803 | +1.0%  |
| 2000                       | 117,724 | −0.9%  |
| 2005                       | 116,818 | −0.8%  |
| 2010                       | 116,641 | −0.2%  |
| 2015                       | 115,942 | −0.6%  |
| 2020                       | 113,979 | −1.7%  |
| Hōfu population statistics |         |        |

## 기후
| 호후시의 기후                                                | 호후시의 기후 | 호후시의 기후 | 호후시의 기후 | 호후시의 기후 | 호후시의 기후 | 호후시의 기후 | 호후시의 기후 | 호후시의 기후 | 호후시의 기후 | 호후시의 기후 | 호후시의 기후 | 호후시의 기후 | 호후시의 기후   |
| 월                                                           | 1월           | 2월           | 3월           | 4월           | 5월           | 6월           | 7월           | 8월           | 9월           | 10월          | 11월          | 12월          | 연간            |
| ------------------------------------------------------------ | ------------- | ------------- | ------------- | ------------- | ------------- | ------------- | ------------- | ------------- | ------------- | ------------- | ------------- | ------------- | --------------- |
| 역대 최고 기온 °C (°F)                                       | 18.8 (65.8)   | 21.4 (70.5)   | 23.9 (75.0)   | 28.7 (83.7)   | 31.8 (89.2)   | 32.9 (91.2)   | 37.4 (99.3)   | 37.7 (99.9)   | 36.9 (98.4)   | 30.8 (87.4)   | 25.9 (78.6)   | 23.9 (75.0)   | 37.7 (99.9)     |
| 일평균 최고 기온 °C (°F)                                     | 9.7 (49.5)    | 10.7 (51.3)   | 14.2 (57.6)   | 19.4 (66.9)   | 24.0 (75.2)   | 26.7 (80.1)   | 30.4 (86.7)   | 31.8 (89.2)   | 28.5 (83.3)   | 23.5 (74.3)   | 17.7 (63.9)   | 12.1 (53.8)   | 20.7 (69.3)     |
| 일일 평균 기온 °C (°F)                                       | 5.0 (41.0)    | 5.9 (42.6)    | 9.1 (48.4)    | 14.0 (57.2)   | 18.8 (65.8)   | 22.4 (72.3)   | 26.3 (79.3)   | 27.5 (81.5)   | 23.9 (75.0)   | 18.2 (64.8)   | 12.5 (54.5)   | 7.2 (45.0)    | 15.9 (60.6)     |
| 일평균 최저 기온 °C (°F)                                     | 0.7 (33.3)    | 1.3 (34.3)    | 4.0 (39.2)    | 8.7 (47.7)    | 13.7 (56.7)   | 18.8 (65.8)   | 23.1 (73.6)   | 24.0 (75.2)   | 20.0 (68.0)   | 13.5 (56.3)   | 7.6 (45.7)    | 2.7 (36.9)    | 11.5 (52.7)     |
| 역대 최저 기온 °C (°F)                                       | −8.1 (17.4)   | −7.2 (19.0)   | −5.0 (23.0)   | −0.4 (31.3)   | 3.6 (38.5)    | 9.6 (49.3)    | 16.2 (61.2)   | 17.1 (62.8)   | 8.5 (47.3)    | 1.8 (35.2)    | −0.9 (30.4)   | −6.0 (21.2)   | −8.1 (17.4)     |
| 평균 강수량 mm (인치)                                        | 55.6 (2.19)   | 68.9 (2.71)   | 119.3 (4.70)  | 142.8 (5.62)  | 184.1 (7.25)  | 241.8 (9.52)  | 315.7 (12.43) | 147.7 (5.81)  | 159.6 (6.28)  | 88.4 (3.48)   | 75.1 (2.96)   | 54.9 (2.16)   | 1,653.7 (65.11) |
| 평균 강수일수 (≥ 1.0 mm)                                     | 8.4           | 8.7           | 10.2          | 9.7           | 8.9           | 11.7          | 10.8          | 8.0           | 9.0           | 6.0           | 7.6           | 8.6           | 107.6           |
| 평균 월간 일조시간                                           | 139.4         | 143.5         | 174.5         | 190.8         | 209.5         | 148.6         | 173.9         | 212.7         | 172.1         | 182.2         | 154.6         | 143.6         | 2,045.4         |
| 출처: 일본 기상청 (평년값: 1991년~2020년, 극값: 1977년~현재) |               |               |               |               |               |               |               |               |               |               |               |               |                 |

## 자매 도시
| 지역 & 국가 | 도시       | 도시         |
| ----------- | ---------- | ------------ |
| 대한민국    | 강원도     | 춘천시       |
| 일본        | 히로시마현 | 아키타카타시 |
| 미국        | 미시간주   | 먼로         |